# Elytrimitatrix punctiventris
Elytrimitatrix punctiventris är en skalbaggsart som först beskrevs av Bates 1885. Elytrimitatrix punctiventris ingår i släktet Elytrimitatrix och familjen långhorningar.
Artens utbredningsområde är Panama. Inga underarter finns listade i Catalogue of Life.